# Yukio Endō
Yukio Endo (遠藤 幸雄?, Endō Yukio; Akita, 18 gennaio 1937 – 25 marzo 2009) è stato un ginnasta giapponese, cinque volte campione olimpico e tre volte campione mondiale nella ginnastica artistica, grande avversario di Franco Menichelli nel corpo libero.

## Biografia
È nato il 18 gennaio 1937 ad Akita. Yukio Endo è stato uno dei più grandi atleti dell'età d'oro della ginnastica giapponese. Ha esordito alle Olimpiadi di Roma vincendo l'oro nel concorso a squadre. Ai Campionati mondiali del 1962, a Praga, oltre alla scontata medaglia d'oro nel concorso a squadre, Endo conquista la medaglia d'oro nel corpo libero davanti all'italiano Franco Menichelli (solo bronzo) che lo aveva superato a Roma, dove il giapponese si era classificato soltanto al decimo posto. Endo vince anche la medaglia d'argento nel concorso generale individuale, alla sbarra e agli anelli e la medaglia di bronzo al volteggio e alle parallele.
Due anni più tardi i giochi olimpici si allestiscono in Giappone ed Endo, dopo il trionfo ai mondiali, si presenta come il grande favorito in quasi tutte le specialità. Parte subito fortissimo rivincendo la medaglia d'oro nel concorso a squadre e affermandosi nel concorso generale individuale  dove peraltro, Menichelli, pur classificandosi quinto, ottiene il miglior punteggio in tutti gli esercizi liberi. Nella finale al corpo libero, la sua specialità preferita, Endo si presenta con il miglior punteggio conseguito agli esercizi obbligatori, ma Menichelli, sorteggiato a gareggiare per ultimo di fronte al pubblico giapponese, compie il capolavoro della sua carriera e impressiona talmente la giuria che non può non assegnargli la medaglia d'oro . Anche agli anelli, Endo si presenta in finale con il miglior punteggio ma commette un clamoroso errore e non sale sul podio. Il giapponese si rifà vincendo l'oro alle parallele.
Ai Campionati mondiali del 1966, a Dortmund, oltre all'ennesima medaglia d'oro nel concorso a squadre, Endo, pur non salendo sul gradino più alto del podio nel corpo libero, si prende la rivincita sul ginnasta italiano, conquistando la medaglia d'argento, contro il bronzo del suo rivale. Il giapponese si aggiudica anche un'altra medaglia di bronzo alla sbarra.
Nel 1968, Endo partecipa alla sua terza Olimpiade, a Città del Messico, mettendosi al collo l'ennesima medaglia d'oro nel concorso a squadre e vincendo anche l'argento alla specialità del volteggio.
Nel 1999 è stato inserito nella hall of fame internazionale della ginnastica (International Gymnastics Hall of Fame) .

## Palmarès
| Anno | Manifestazione  | Sede              | Evento               | Risultato |
| ---- | --------------- | ----------------- | -------------------- | --------- |
| 1960 | Giochi olimpici | Roma              | Squadre              | Oro       |
| 1964 | Giochi olimpici | Tokyo             | Concorso a squadre   | Oro       |
| 1964 | Giochi olimpici | Tokyo             | Concorso Individuale | Oro       |
| 1964 | Giochi olimpici | Tokyo             | Parallele            | Oro       |
| 1964 | Giochi olimpici | Tokyo             | Corpo libero         | Argento   |
| 1968 | Giochi olimpici | Città del Messico | Squadre              | Oro       |
| 1968 | Giochi olimpici | Città del Messico | Volteggio            | Argento   |

Mondiali
- : Praga 1962 | Corpo libero
- : Praga 1962 | Squadre
- : Dortmund 1966 | Squadre
- : Praga 1962 | Individuale
- : Praga 1962 | Anelli
- : Praga 1962 | Sbarra
- : Dortmund 1966 | Corpo libero
- : Dortmund 1966 | Sbarra
- : Praga 1962 | Parallele
- : Praga 1962 | Volteggio